# Янаки Магарещанец
Янаки Магарещанец е български революционер, войвода на Вътрешната македоно-одринска революционна организация.

## Биография
Янаки Магарещанец е роден в село Магарево, днес Северна Македония и по народност е влах. Влиза в редовете на ВМОРО и става битолски селски войвода. По време на Илинденско-Преображенското въстание в 1903 г. е войвода на чета в Битолско. Загива на 23 септември заедно с войводите Аце Трайчев, Стерьо Наку и 45 четници в сражение на връх Малък Пелистер в Баба планина.